# 李玲 (棒高跳)
李 玲 (リ・リン、り れい、拼音：Lǐ Líng、1989年7月6日 - ）は、棒高跳を専門とする中華人民共和国河南省濮陽市出身の陸上競技選手。長身美人と讃えられることがある。
2006年の世界ジュニア選手権に出場するも決勝には進めなかった。2008年は2月に北京で開かれた室内競技会で自己新記録の4m45をマーク、2か月後の杭州での屋外大会でも同記録を出した。そして北京オリンピックに出場し、4m15を突破するも予選落ちした。2009年の世界選手権ではシーズンベストの4m40を記録したがあと10cm及ばず決勝進出はならなかった。
2009年アジアインドアゲームズでは自己記録を更新して金メダルを獲得した。この時の記録4m45はアジア記録にあと1cmまで迫っていた。
2013年9月8日、瀋陽オリンピック・スポーツセンター・スタジアムで開かれた中華人民共和国全国運動会において4m65のアジア新記録をマークした。2014年のアジア競技大会では、公式の選手情報で同姓同名の砲丸投の李玲選手と取り違えられ、棒高跳の選手ながら、2011年に砲丸投で19m30の記録を持っていると誤表記されてしまった。2013年以降も記録を伸ばし、2016年2月19日にカタール・ドーハで開かれたアジア室内陸上競技選手権大会で自身の持つ大会記録・アジア記録を更新する4m70をマークした。

## 主な成績
| 年       | 大会                   | 会場                     | 結果         | 補足     |          |
| 中国代表 | 中国代表               | 中国代表                 | 中国代表     | 中国代表 | 中国代表 |
| -------- | ---------------------- | ------------------------ | ------------ | -------- | -------- |
| 2006     | 世界ジュニア選手権     | 中国 北京                | 1位（予選）  | 4m00     |          |
| 2007     | アジア選手権           | ヨルダンアンマン         | –            | 記録なし |          |
| 2008     | オリンピック           | 中国 北京                | 27位（予選） | 4m15     |          |
| 2009     | ユニバーシアード       | セルビア ベオグラード    | 6位          | 4m30     |          |
| 2009     | 世界選手権             | ドイツベルリン           | 18位（予選） | 4m40     |          |
| 2009     | アジアインドアゲームズ | ベトナムハノイ           | 1位          | 4m45     |          |
| 2009     | 東アジア競技大会       | 香港                     | 2位          | 4m05     |          |
| 2010     | 世界室内選手権         | カタールドーハ           | 16位（予選） | 4m20     |          |
| 2010     | アジア競技大会         | 中国広州                 | 2位          | 4m30     |          |
| 2011     | アジア選手権           | 日本神戸                 | 2位          | 4m30     |          |
| 2011     | ユニバーシアード       | 中国深圳                 | –            | 記録なし |          |
| 2011     | 世界選手権             | 韓国大邱                 | 29位（予選） | 4m25     |          |
| 2012     | アジア室内選手権       | 中国杭州                 | 1位          | 4m50     |          |
| 2012     | オリンピック           | イギリスロンドン         | 30位（予選） | 4m25     |          |
| 2013     | アジア選手権           | インドプネー             | 1位          | 4m54     |          |
| 2013     | 世界選手権             | ロシアモスクワ           | 11位         | 4m45     |          |
| 2014     | アジア競技大会         | 韓国仁川                 | 1位          | 4m35     |          |
| 2015     | アジア選手権           | 中国武漢                 | 1位          | 4m66     |          |
| 2015     | ユニバーシアード       | 韓国光州                 | 1位          | 4m45     |          |
| 2015     | 世界選手権             | 中国 北京                | 9位          | 4m60     |          |
| 2016     | アジア室内選手権       | カタールドーハ           | 1位          | 4m70     |          |
| 2017     | アジア選手権           | インドブバネーシュワル   | 2位          | 4m20     |          |
| 2018     | アジア競技大会         | インドネシアジャカルタ   | 1位          | 4m60     |          |
| 2019     | アジア選手権           | カタールドーハ           | 1位          | 4m61     |          |
| 2019     | 世界選手権             | カタールドーハ           | 13位         | 4m50     |          |
| 2021     | オリンピック           | 日本東京                 |              | 記録なし |          |
| 2022     | 世界選手権             | アメリカ合衆国ユージーン | 6位          | 4m60     |          |
| 2023     | アジア選手権           | タイバンコク             | 1位          | 4m66     |          |
| 2023     | 世界選手権             | ハンガリーブダペスト     | 13位         | 4m60     |          |
| 2023     | アジア競技大会         | 中国杭州                 | 1位          | 4m63     |          |
| 2024     | アジア室内選手権       | イランテヘラン           | 1位          | 4m51     |          |
| 2024     | 世界室内選手権         | イギリスグラスゴー       | 11位         | 4m40     |          |

## 個人記録
| 種目           | 記録               | 開催地         | 開催日        |
| -------------- | ------------------ | -------------- | ------------- |
| 棒高跳（屋外） | 4m66（アジア記録） | 中国武漢       | 2015年6月6日  |
| 棒高跳（室内） | 4m70（アジア記録） | カタールドーハ | 2016年2月19日 |